# Chase Elliott
William Clyde Elliott II nebo Chase Elliott (* 28. listopadu 1995, Dawsonville, USA) je americký automobilový závodník. V současné době[kdy?] závodí v seriálu NASCAR Cup Series s týmem Hendrick Motorsports v automobilu Chevrolet Camaro ZL1 1LE s číslem 9 sponzorovaném společností NAPA Auto Parts.
Elliott je jediný syn bývalého závodníka NASCAR Billa Elliott.
Elliottův debut v pohárové sérii začal v soutěži STP 500. Jeho první vítězství v pohárové sérii vyhrál v soutěži Go Bowling at The Glen 2018.